# Casa de Pilatos
La Casa de Pilatos (« Maison de Pilate ») est un palais aristocratique situé dans le centre historique de la ville espagnole de Séville, en Andalousie. Bâtie essentiellement aux XVe et XVIe siècles, elle marie autour de plusieurs patios et jardins les styles mudéjar, gothique et renaissance. Son organisation spatiale, ses qualités architecturales et la richesse de sa décoration en font, avec l'Alcázar, le meilleur exemple de l'architecture civile andalouse de la fin du Moyen Âge et du début de la Renaissance. Certains voient dans la Casa de Pilatos le prototype même du palais sévillan. Le bâtiment fut classé Monument national en 1931.

## Histoire

### Le contexte

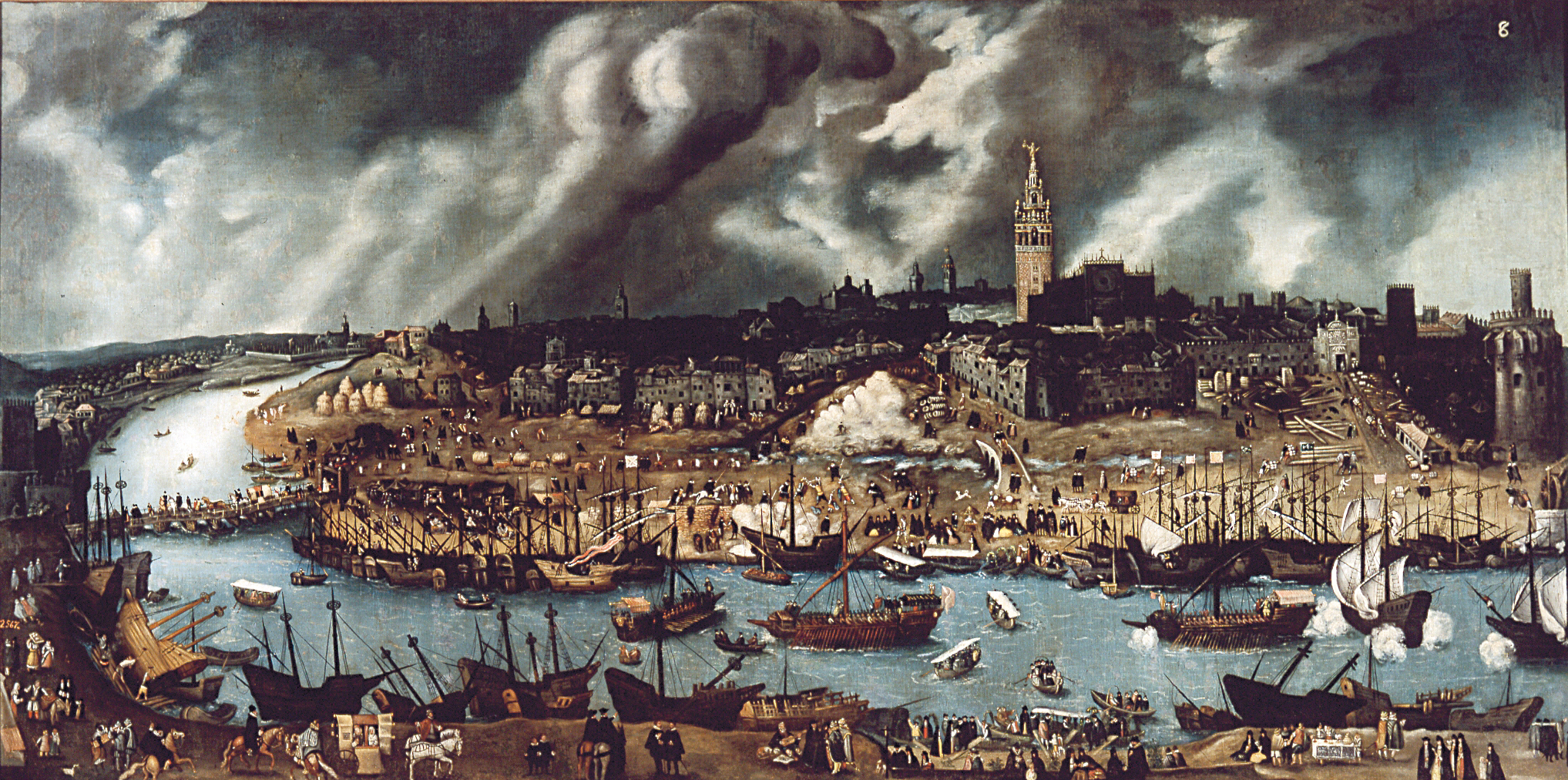
Vue de Séville au XVIe siècle, par Alonso Sánchez Coello.

Au début du XVIe siècle, Séville, idéalement située au fond de l'estuaire du Guadalquivir, connaît un développement spectaculaire. La découverte du Nouveau monde a ouvert à l'Espagne des perspectives d'expansion et d'enrichissement considérables. Les Rois catholiques désignent Séville comme port exclusif du commerce ultramarin dans la péninsule, et y installent dès 1503 la Casa de Contratación, organisme chargé de gérer les flux de marchandises échangées avec les colonies américaines. Dans ce contexte, la cité connaît un rayonnement important, et voit gonfler sa population. La noblesse et la bourgeoisie locales profitent pleinement de la vitalité de Séville.
Parmi l'aristocratie andalouse se distinguent les grands nobles détenteurs d'un office, consenti par la monarchie. Le titre d'Adelantado mayor d'Andalousie était donné par le roi à un noble, qui devenait alors le principal représentant de la couronne dans la région. L'Adelantado assumait au nom du roi les plus hautes fonctions exécutives et judiciaires sur le territoire relevant de sa juridiction. L'Adelantado mayor d'Andalousie exerçait ses attributions sur les deux tiers de l'Andalousie actuelle, seul le Royaume de Grenade lui échappant. À la fin du XVe siècle, cet office est détenu par don Pedro Enríquez. Celui-ci appartient à la prestigieuse maison nobiliaire des Enríquez, fondée au XIVe siècle par l'infant Fadrique de Castille, fils illégitime du roi Alphonse XI de Castille. Marié à Béatrice de Mendoza en 1457, il obtient par le biais du contrat de mariage le titre d'Adelantado, détenu jusqu'alors par son beau-père, décédé peu avant. À la suite de la mort de sa première femme en 1469, il épouse en secondes noces la sœur de cette dernière, Catalina de Ribera, en 1474. Catalina descend d'une des grandes lignées aristocratiques de la Castille médiévale, fondée en Galice, établie en Andalousie depuis le XIVe siècle, et liée par le sang à la puissante famille des Mendoza, originaires d'Alava.

### La construction
Le couple Enriquez-Ribera, riche et puissant, s'établit sur une propriété de la famille de Catalina, à Séville. Le terrain est situé à l'intérieur de l'enceinte fortifiée, non loin de la Porte de Carmona, et dans le voisinage immédiat de l'église San Esteban. Les époux commencent à faire bâtir une demeure noble sur ce terrain, dont ils accroissent la surface par l'acquisition successive de parcelles environnantes, attestée par des documents datés de 1481, 1483, 1484, 1487 ou encore de 1490. La demeure initiale est conçue selon les canons de l'art mudéjar, et les travaux se poursuivent après le mort de Pedro Enríquez en 1492. Catalina de Ribera, devenue un des personnages les plus influents de la ville et très impliquée dans la gestion du patrimoine familial, fonde en 1500 une institution de charité, qui débouchera en 1546 sur la construction, par son fils Fadrique, d'un hospice, connu sous le nom d'Hospital de las Cinco Llagas. Catalina poursuit parallèlement l'édification du palais initié en compagnie de son défunt époux. Elle rachète de nouvelles parcelles en 1493, puis en 1501, afin d’accroître la superficie de la propriété, qui étend son emprise sur une partie non négligeable de la paroisse de San Esteban. À sa mort en 1505 s'achève la première phase de construction du palais, qui témoigne alors d'une forte empreinte gothico-mudéjare.
La deuxième phase de travaux, la plus déterminante dans la formation de la Casa de Pilatos (connue à l'époque sous le nom de Palacio de la collación de San Esteban) telle qu'elle peut être admirée aujourd'hui, a lieu avec don Fadrique Enríquez de Ribera. Ce dernier était le fils aîné issu du mariage de Pedro Enriquez et de Catalina de Ribera. Son demi-frère, Francisco Enríquez de Ribera (né de la première union de Pedro Enríquez avec Béatrice de Mendoza) étant mort sans héritier, Fadrique hérite en 1509 des titres (dont celui d'adelantado) et possessions de son père, avant d'être fait premier marquis de Tarifa par la reine Jeanne la Folle en 1514. Le nouveau titulaire des biens de la maison nobiliaire poursuit l'extension de la propriété sévillane, notamment par l'achat de nouvelles parcelles de terrain. Après un bref séjour en Terre sainte entre 1518 et 1520, il entreprend une vaste modification et extension de la demeure. En 1533 sont menés à bien les premiers apports italianisants, témoignant d'une transition des styles gothique et mudéjar vers l'art de la Renaissance. À cette date sont installées la fontaine et les premières colonnes du patio, ainsi que le portail, selon une inscription figurant au-dessus de celui-ci. Quelques années plus tard, entre 1535 et 1539 sont placés les azulejos du patio, tandis que la décoration prend peu à peu sa forme. La physionomie générale du palais doit beaucoup à Fadrique Enríquez de Ribera, qui meurt sans héritier en 1539. S'ouvre à cette date une troisième grande période de transformations et d'aménagements de la demeure, sous la direction de Pedro Afán de Ribera, neveu de Fadrique, qui se consacre pour l'essentiel à la reprise du grand jardin et à la décoration du patio.
Depuis lors, le palais a subi diverses restaurations et réaménagements, lesquels n'ont toutefois pas altéré sa physionomie et son organisation générales. La Casa de Pilatos est, depuis plus de cinq siècles, demeurée dans les mains de la famille Enríquez-Ribera et ses descendants, de la maison d’Alcalá et de Medinaceli. Elle est aujourd'hui la propriété de Victoria Eugenia Fernández de Córdoba y Fernández de Henestrosa, XVIIIe duchesse de Medinaceli. Depuis 1980, la Fondation Casa Ducal Medinaceli se charge de la protection du patrimoine historico-culturel de l'ensemble palatin, classé Monument national en 1931.

### Le nom
Le voyage à Jérusalem de Fadrique Enríquez est à l’origine du nom actuel de la Casa de Pilatos, qui était à l’origine nommé Palacio de la collación de San Esteban. L'appellation du palais fait référence à Ponce Pilate, préfet romain de Judée. La légende populaire affirme que Fadrique aurait reproduit à Séville le palais de Pilate à Jérusalem. Une autre légende attribue ce nom au fait que la première station du Chemin de Croix, célébré à l'initiative de Fadrique, était placée à côté de la porte du palais de ce dernier. Le vía crucis de Séville partait alors des abords de la Casa de Pilatos, et s'achevait au lieu-dit La Cruz del campo, en suivant plus ou moins fidèlement le déroulement du Chemin de croix du Christ. La première étape du Chemin de croix étant la demeure de Pilate, où Jésus fut condamné, la population sévillane aurait baptisé le palais du nom du préfet romain.

## Le monument
La Casa de Pilatos occupe un vaste espace d’environ 10 000 m² en plein cœur de l'ancien quartier juif (la judería) de Séville, à quelques pas de l'église médiévale de San Esteban. La politique volontariste d'acquisitions de terrains menée par Pedro Enríquez, Catalina de Ribera et leur fils explique la formidable extension du palais et de ses dépendances, dans une zone centrale très fortement urbanisée. La surface de la demeure fait de celle-ci le second ensemble résidentiel de la cité, après l'Alcázar.

### Le palais sévillan auXVIesiècle

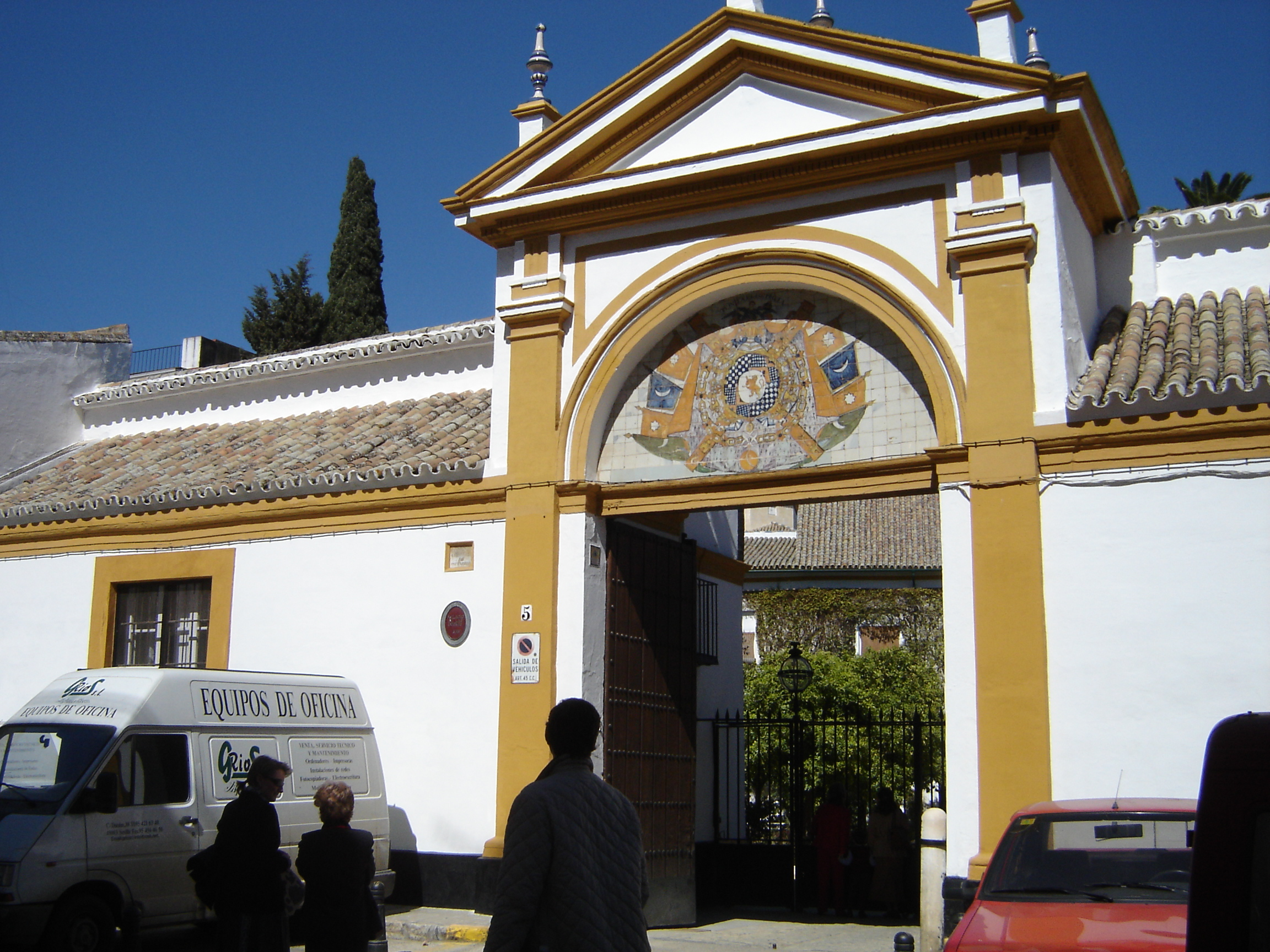
Le Palacio de las Dueñas, un des derniers exemples de palais sévillan du XVIe siècle.

Au XVIe siècle, avec l’enrichissement de l'aristocratie locale, Séville voit jaillir de terre un grand nombre de palais et de demeures nobles, dans la tradition des palais andalous du Moyen Âge, dont l'Alcázar constitue le plus parfait modèle.
Les concepteurs de ces nouvelles réalisations conservent les éléments constitutifs de l'architecture palatine régionale médiévale, identifiés par Teodoro Falcón Márquez. Ces éléments mêlent l'influence mudéjare à l'apport gothique. La brique et le pisé sont les matériaux dominants, tandis que les azulejos, les peintures murales, les voûtes à nervures ainsi que les plafonds à caissons (artesonados) se placent au cœur du programme décoratif. La nouveauté réside dans l’emploi de nouvelles formules architecturales et décoratives empruntées à l'Italie de la Renaissance et à ses théoriciens de l'art, à travers une organisation de l'espace et une décoration innovantes. 
Des dizaines de palais et demeures nobles construits au moment de l'apogée de Séville, très peu ont résisté aux mutations d'un panorama urbain en perpétuel mouvement. Les seuls réalisations d'envergure de l'époque qui puissent encore être admirées sont le Palacio de las Dueñas, la Casa de los Pinelo et la Casa de Pilatos.

### Architecture

#### L'extérieur
On ne devine pas depuis l'extérieur l'extrême raffinement des lieux. Comme toujours dans l'architecture sévillane, la simplicité, voire l'austérité, de l'ornementation des hauts murs d'enceinte occulte la richesse de l'intérieur. 
L'accès au palais se fait à travers un grand portail de marbre ouvragé, réalisé à Gênes en 1529 et placé en 1533 comme en témoigne l'inscription figurant au-dessus de l'arc. Ce portail prend place au centre d'un simple mur de brique, couronné d'une crête faite d'une délicate série d'arcatures ajourées de style gothique, vraisemblablement déplacée depuis le palais que possédaient les Ribera à Bornos. Le portail, flanqué de deux pilastres d'ordre corinthien, est surmonté des armes de l'ordre canonial régulier du Saint-Sépulcre.

#### Le vestibule et le patio principal

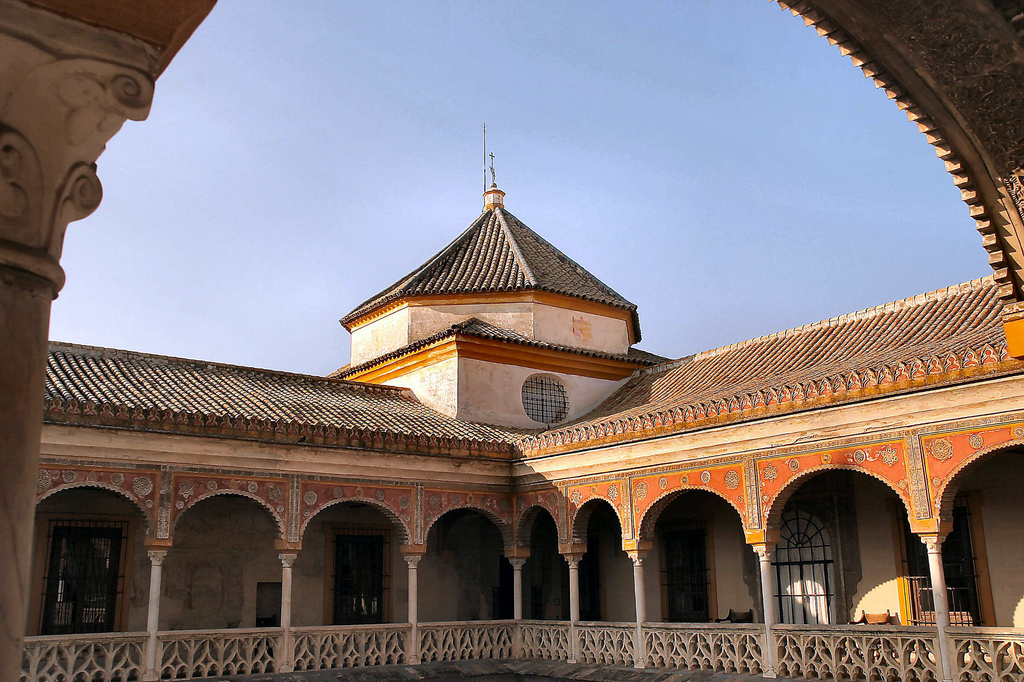
La galerie supérieure du patio.

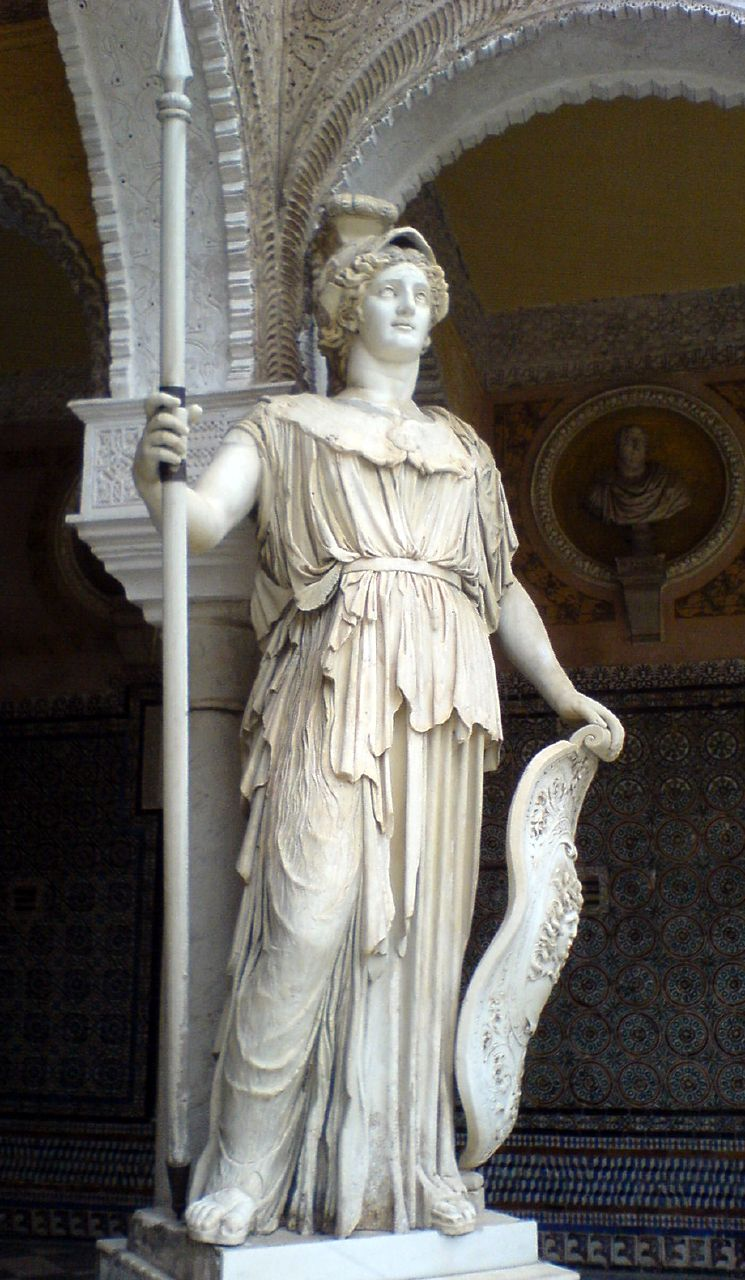
Statue romaine du patio.

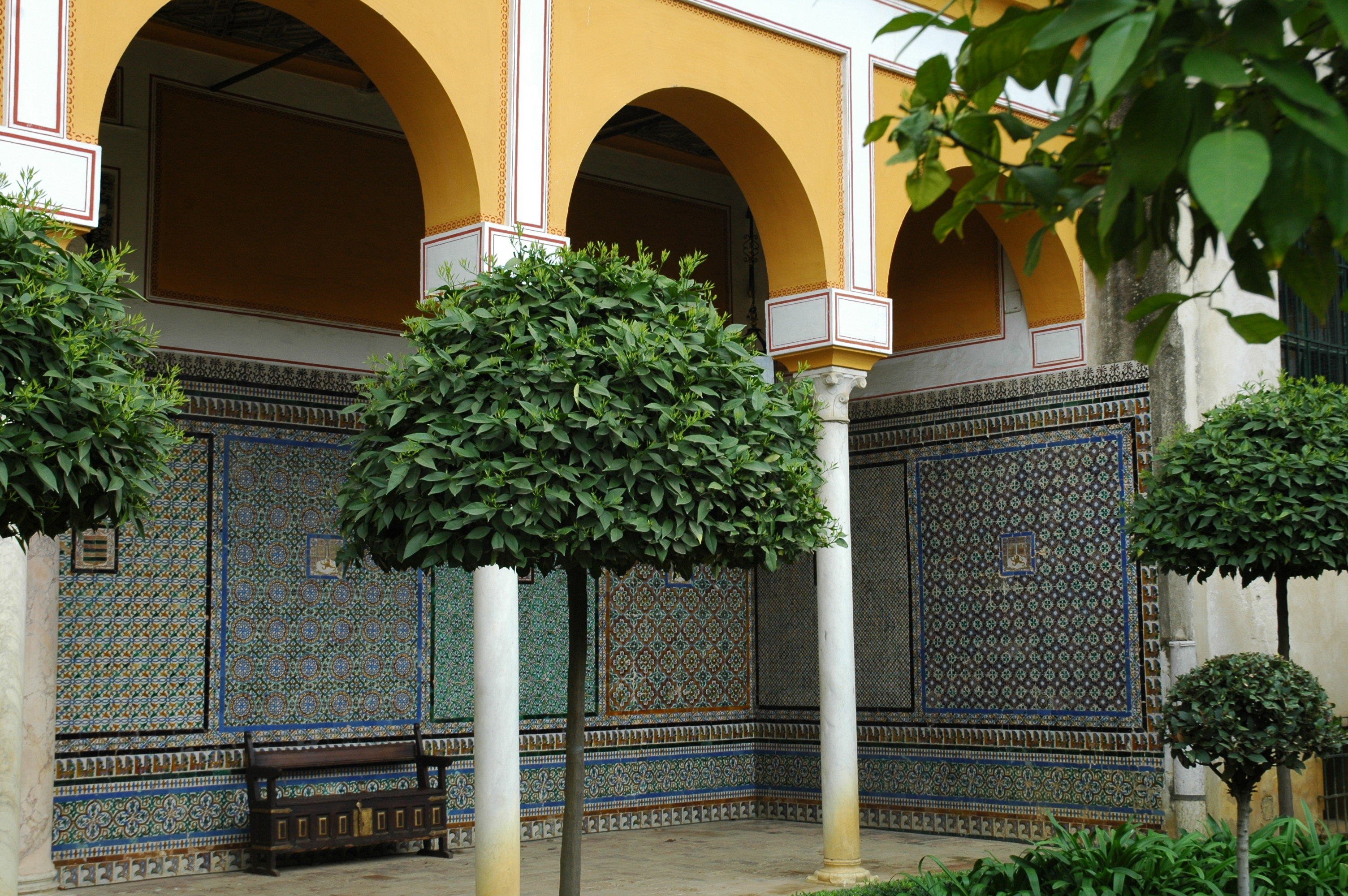
Patio de la Casa de Pilatos

Le portail ouvre sur un vestibule, appelé apeadero, dont la fonction était de permettre de descendre de sa monture ou de son attelage (carrosse ou autres). Cette cour, que l'on retrouve dans nombre de demeures de ce type en Andalousie, ouvre sur différentes pièces de service (notamment les écuries), et sur la zone résidentielle. 
Après avoir franchi un mur percé d'une cancela du XVIIIe siècle (porte en fer forgé qui, dans les maisons andalouses, sépare le vestibule du patio) et orné de grands massifs de glycines, le visiteur accède au patio principal, véritable cœur et porte d'entrée des parties résidentielles, autour duquel sont distribuées les différentes pièces. De par sa composition, le patio est de style renaissance ; il présente toutefois de remarquables éléments mudéjars et gothiques, la synthèse de ces différents courants concourant à l'élégance et à l'originalité de l’ensemble.
Autour de la cour centrale carrée courent deux séries d'arcs réparties sur deux niveaux et ouvrant chacune sur une galerie donnant accès aux salles. Le premier niveau d'arcades entoure complètement la cour. La forme, en plein cintre, et la décoration des arcs sont très nettement inspirées de l’art mudéjar : des stucs délicats envahissent tout l'espace décoratif depuis les écoinçons jusqu'à la base du niveau supérieur. Le deuxième niveau d'arcades, à l'étage supérieur, n'entoure que trois côtés de la cour : le côté donnant sur l’apeadero est aménagé sous forme de terrasse. Les arcs, en anse de panier, sont d'inspiration renaissance. Polychromes, ils sont soutenus par des colonnes aux chapiteaux en feuilles d'acanthe, rappelant ceux de la période califale, tels qu'on peut les voir à la Mosquée de Cordoue. Une balustrade ajourée de style gothique court tout le long du deuxième niveau.
Au centre de la cour, pavée de dalles de marbre, trône une fontaine en marbre à double vasque, très nettement italianisante, et pétrie de références à l'Antiquité classique. Un groupe de dauphins sculptés est adossé au pied central de la fontaine, qui soutient la vasque supérieure, circulaire, couronnée d'une statue de Janus. Deux statues d'Athéna ornent les angles de la cour. L'une d’entre elles est un original grec du IVe siècle av. J.-C., tandis que l'autre est une copie romaine restaurée au XVIe siècle. 
Les murs des galeries de la cour sont ornés de remarquables azulejos aux couleurs profondes à dominante bleu, qui furent exécutés au XVIe siècle. Des portes ainsi que des baies géminées ajourées permettent la communication avec les pièces qui l’entourent. Les murs sont également ornés de niches où sont placés vingt-quatre bustes d'empereurs romains et des représentations de personnages de la mythologie grecque.

#### Les salles

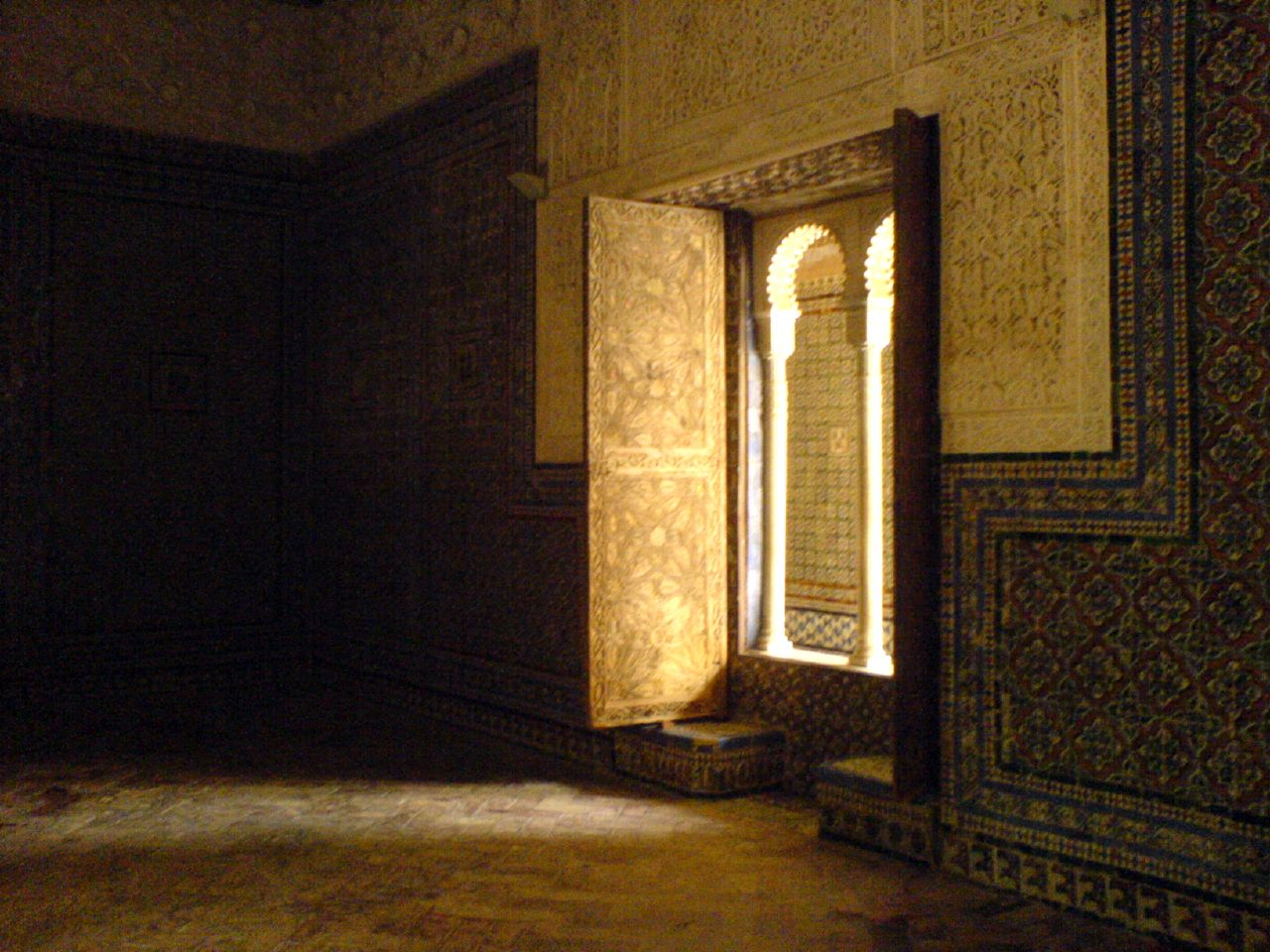
Le Salon du Prétoire.

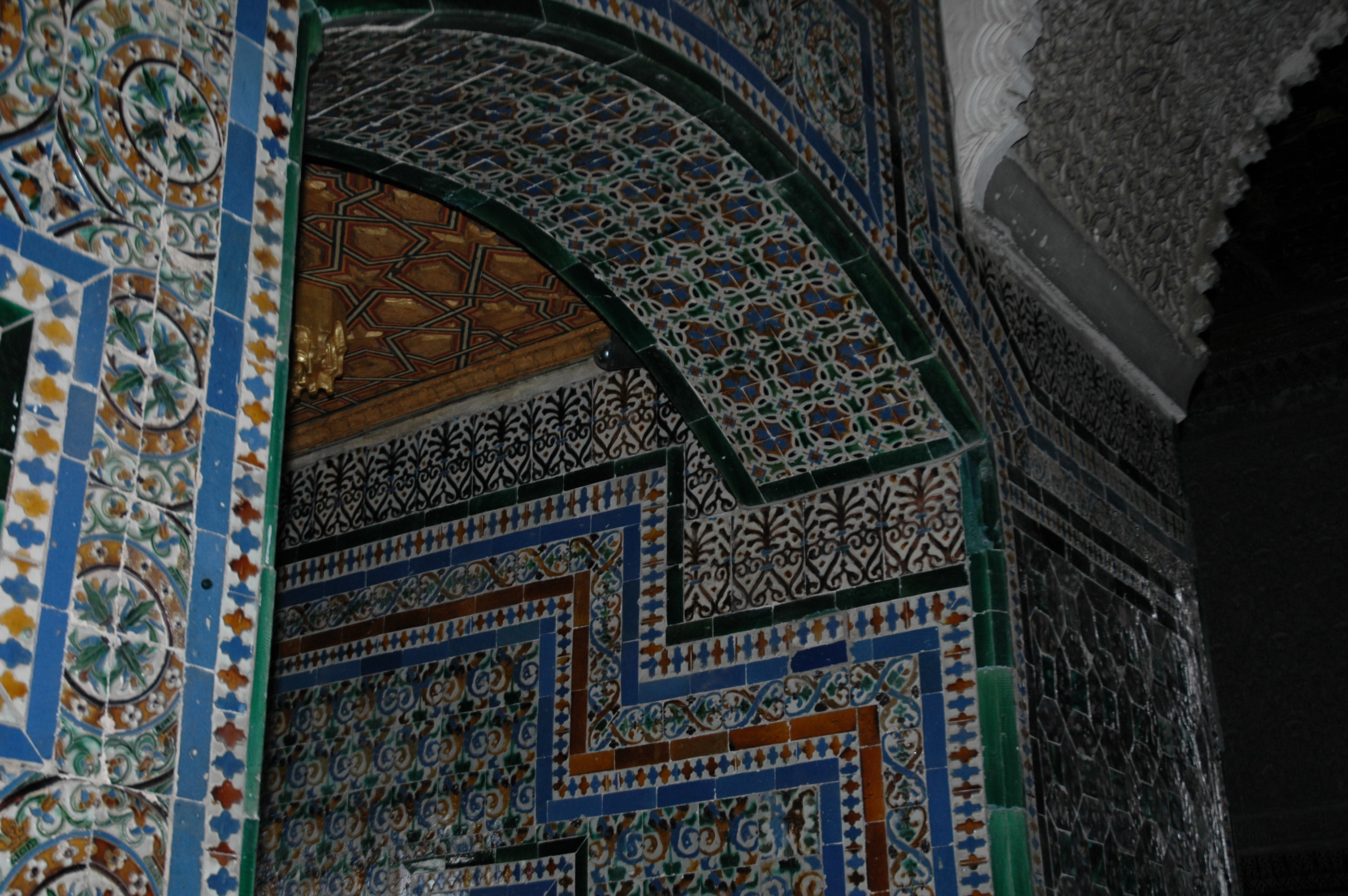
Détail d'un intérieur avec des céramiques caractéristiques

Les pièces entourant le patio sont elles aussi richement décorées. Les plus remarquables d'entre elles sont le Salon du Prétoire et la chapelle. Le Salón del Pretorio (Salon du Prétoire) est orné d'un admirable plafond artesonado à caissons, incrusté de blasons de maisons nobiliaires, exécutés en 1536. Les parois sont revêtues de panneaux d’azulejos et de stucs de facture mudéjare. La chapelle de la Flagellation (Capilla de la Flagelación) a, quant à elle, été réalisée dans la plus pure tradition du gothique isabélin espagnol. La voûte repose sur un complexe réseau de nervures formant des motifs géométriques. Comme dans les autres pièces, stucs et azulejos complètent la décoration.
L'escalier constitue sans doute l'un des plus beaux trésors du palais. La cage est pourvue d'un riche décor d’azulejos du XVIe siècle et surmontée d'un plafond de marqueterie ainsi que d'une impressionnante coupole sur trompes en bois doré, réalisée par Cristóbal Sánchez en 1537. Les pièces du premier étage auxquelles il mène conservent une décoration nettement plus marquée par l'influence de la Renaissance. L'ensemble de ces salons est aujourd'hui mis à profit pour la célébration d'évènements culturels et sociaux.

### Œuvres d'art

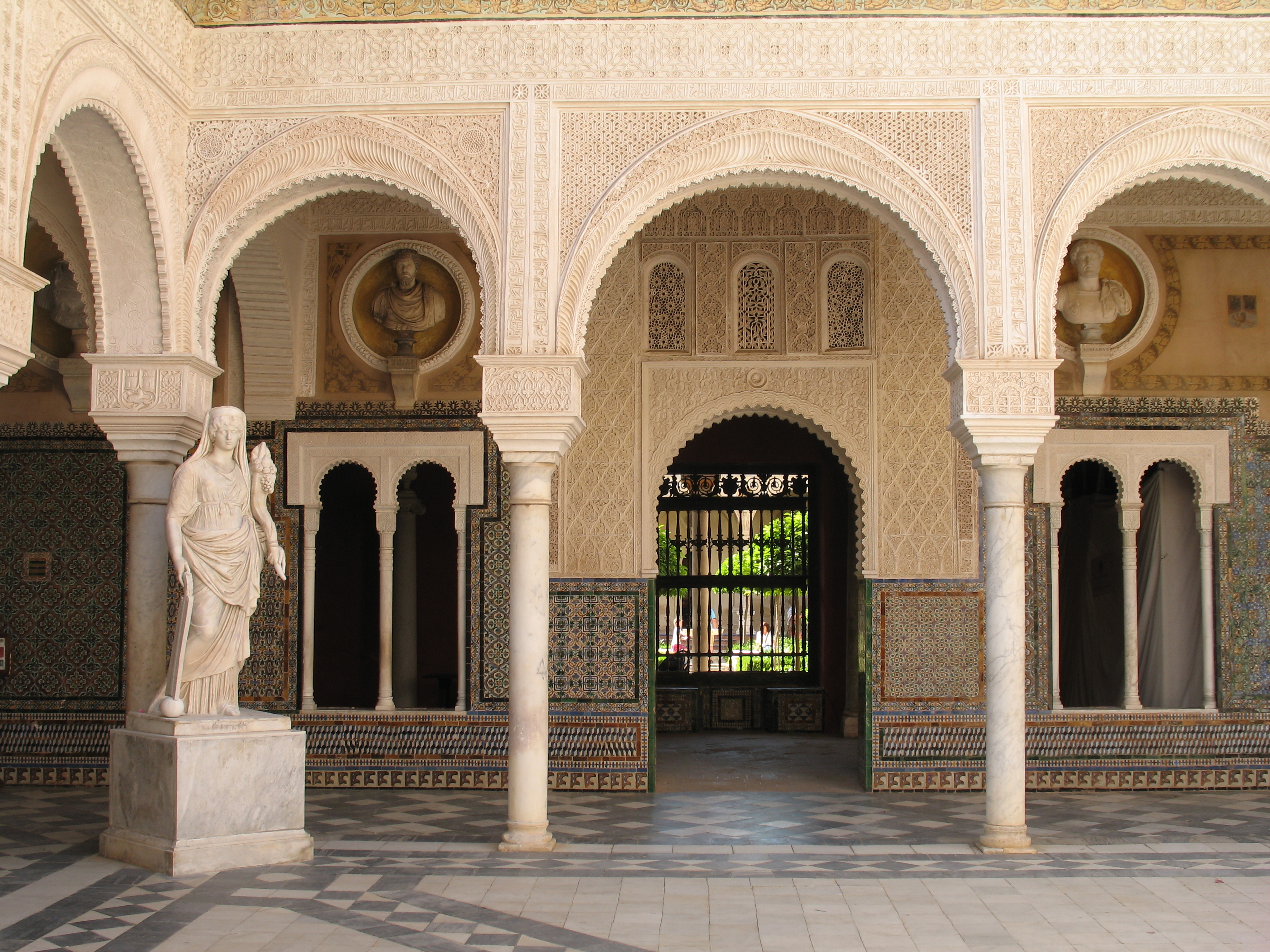
Galerie. Statue et bustes antiques

Outre son intérêt architectural et décoratif, la Casa de Pilatos renferme une quantité non négligeable d'œuvres d'art : peintures et sculptures viennent ajouter à la somptuosité de lieux marqués par la profusion et le raffinement des azulejos, stucs, colonnes et autres éléments de décor.
La collection de peintures est abritée dans les divers salons du premier étage. Constituée de toiles des XVIe au XIXe siècle, elle témoigne de l'intérêt des propriétaires pour l'acquisition et la conservation d'œuvres d'art diverses. Les pièces les plus importantes de cette collection furent exécutées par Sebastiano del Piombo (Pietà, 1539), Goya (arrastre d’un toro aux arènes de Madrid), Giuseppe Recco (Nature morte), Francisco Pacheco (plafonds peints représentant l’Apothéose d’Hercule, 1604), Luca Giordano (Herminia parmi les bergers), ou encore Pieter Coecke van Aelst.
Le goût de la famille pour les antiquités romaines se manifeste à travers une impressionnante collection de statues antiques, dont les plus beaux exemplaires sont exposés dans le patio principal et dans les jardins. La collection trouve son origine avec le séjour en Italie de Pedro Afán de Ribera, premier duc d'Alcalá, et nommé vice-roi de Naples par Philippe II en 1559. Avec l'aide de l'antiquaire Adriano Spadafora, l'héritier de Fadrique fait venir des pièces en provenance de Rome et de Pompéi, la collection étant complétée par des pièces extraites des ruines voisines d'Itálica.

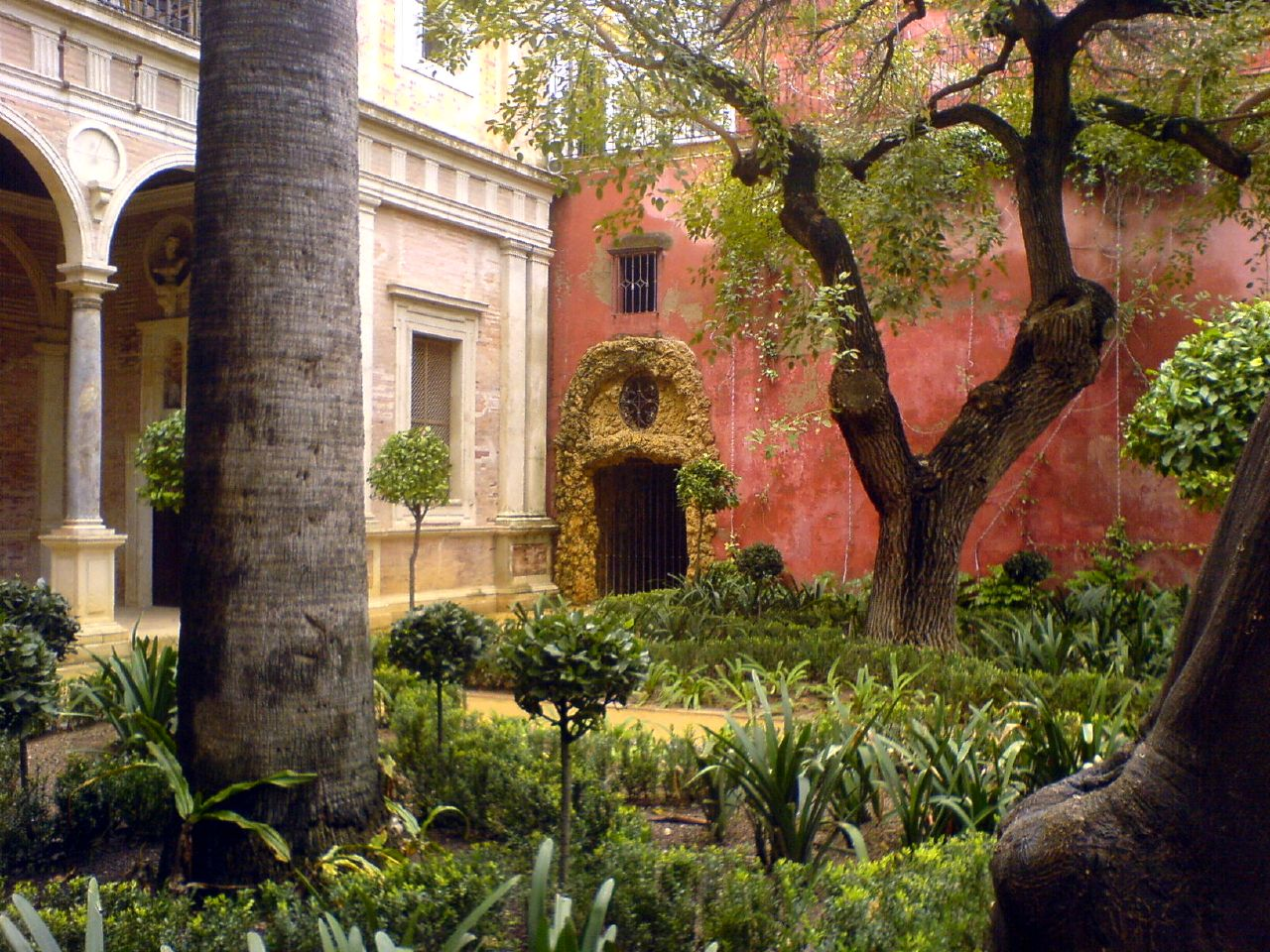
Le Jardín Grande

### Jardins

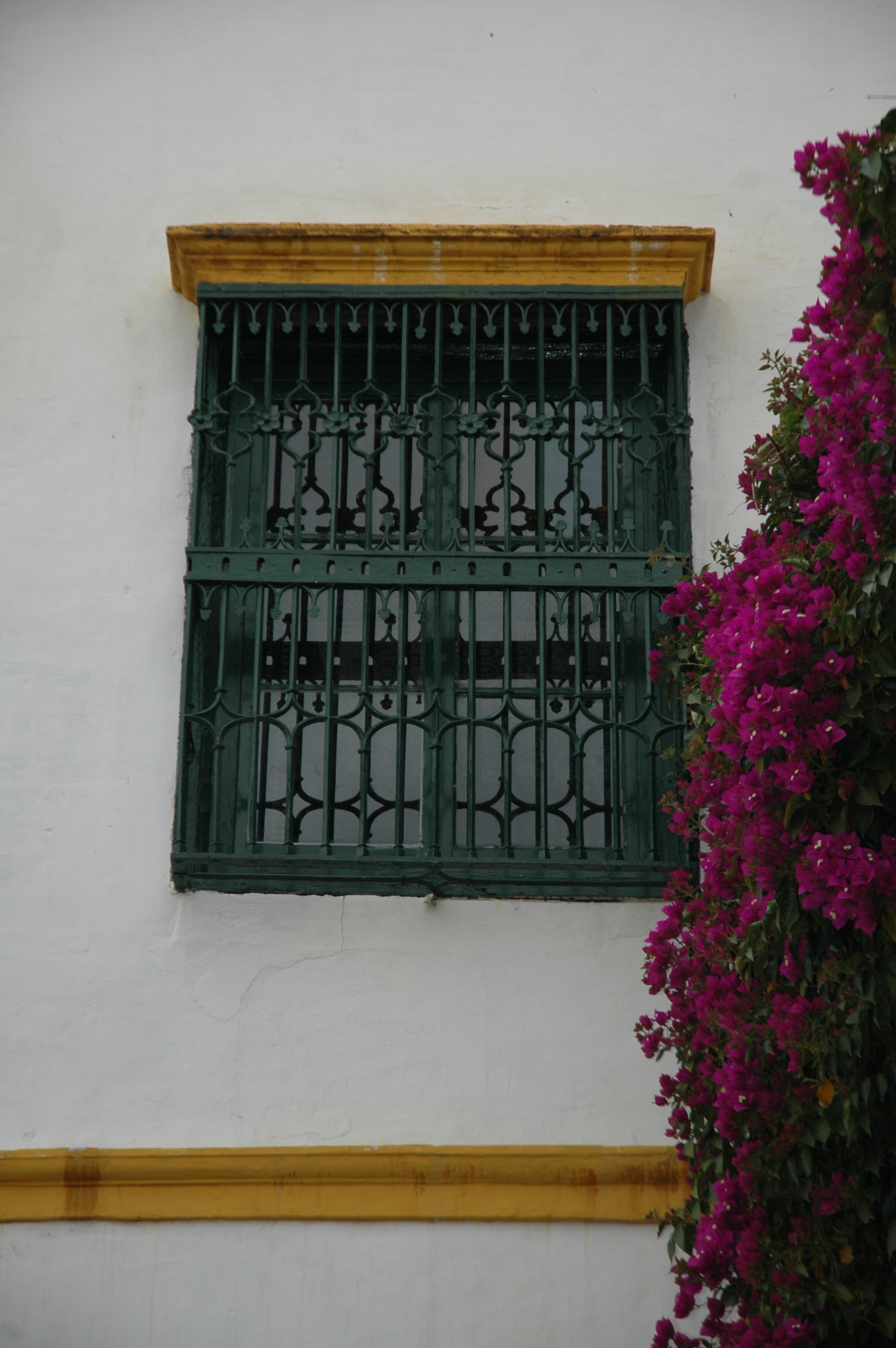
Une fenêtre caractéristique donnant sur un jardin

À l'instar de la plupart des demeures andalouses de ce type, la Casa de Pilatos est pourvue de jardins. Ceux-ci révèlent une conception plutôt intimiste des espaces de verdure, et servent d'écrin à des espèces végétales variées : arbres fruitiers, palmiers, orangers, buis, bougainvillées, jacarandas, magnolias, jasmin de Madagascar… Le grand jardin (Jardín grande) est le plus vaste et le plus ancien. En dépit de quelques retouches effectuées dans les années 1850, il conserve en grande partie son aspect originel. Organisé autour d'une fontaine, il s'étend au milieu d'un beau décor architectural, dominé par une galerie et une loggia. Le petit jardin (Jardín chico) est beaucoup plus récent. Planté au début du XXe siècle, il traduit une influence mudéjare plus marquée.

## Protection
La Casa de Pilatos fait l’objet d’un classement en Espagne au titre de bien d'intérêt culturel depuis le 3 juin 1931.